# Kidnap (film, 2017)
Pour les articles homonymes, voir Kidnap.
Pour plus de détails, voir Fiche technique et Distribution.
Kidnap est un thriller américain réalisé par Luis Prieto (en), sorti en 2017.

## Synopsis
Karla McCoy, mère divorcée vit avec son fils Frankie. Un jour, alors qu’ils passent une journée dans un parc d’attractions, Karla s'éloigne un bref instant pour répondre à un appel téléphonique, en pleine instance de divorce elle semble en conflit avec son interlocuteur, pendant que Frankie patiente seul sur un banc pas loin, mais lorsqu'elle revient il a disparu. Affolée elle court à travers le parc, hurle son nom, interroge des gens et finit par l'apercevoir au loin sur un parking, embarqué de force par une femme dans une voiture. Karla s’engage alors dans une course-poursuite. Elle a perdu son téléphone portable, et malgré ses efforts durant la poursuite automobile, elle perd plusieurs fois la trace de son fils, elle n'arrive pas à obtenir une aide de la police qui lui suggère de se calmer et d'attendre 24h avant de déposer une alerte, mais elle le sait tout se joue dans les premières heures, si elle attend elle ne reverra jamais son fils de 6 ans. Finalement, après maintes péripéties, elle arrive seule à récupérer son fils, ainsi que d'autres enfants kidnappés par un réseau de trafiquants d'enfants qu'elle met hors d'état de nuire.

## Fiche technique
- Titre original : Kidnap
- Titre français : Kidnap
- Titre québécois : Kidnappé
- Réalisation : Luis Prieto (en)
- Scénario : Knate Gwaltney[1]
- Direction artistique : Sarah Webster
- Costumes : Ruth E. Carter
- Montage : Avi Youabian
- Musique : Federico Jusid
- Photographie : Flavio Martínez Labiano
- Production : Halle Berry, Gregory Chou, Lorenzo di Bonaventura, Erik Howsam et Joey Tufaro
- Sociétés de production : Gold Star Films, Di Bonaventura Pictures, Lotus Entertainment, Rumble Entertainment, Well Go USA Entertainment et 606 Films
- Sociétés de distribution : Les Films Séville
- Budget : 21 millions de dollars[2]
- Pays d’origine :  États-Unis
- Langue originale : Anglais
- Format : couleur - 2,35:1 - son Dolby numérique
- Genre : Thriller
- Durée : 95 minutes
- Dates de sortie :
- États-Unis : 4 août 2017
- France : 14 septembre 2017 en VOD

## Distribution
- Halle Berry (VF : Géraldine Asselin)[3] : Karla McCoy
- Lew Temple (VF : Thierry Kazazian) : Terry
- Jason George : David
- Dana Gourrier : le shérif
- Christopher Berry (en) (VF : Yann Guillemot) : Le barbu, chef des ravisseurs
- Sage Correa : Frankie McCoy
- Chris McGinn (VF : Cathy Cerda) : Margo
- Aaron Shiver : Bill
- Kurtis Bedford : Del
- Carmella Riley : Stéphanie
- Brice Fisher : Tyler
- Andy Wagner : Dean
- Malea Rose : Claire

## Production
Le 3 juin 2009, il est annoncé que Fox Searchlight Pictures développe un thriller sur un enfant kidnappé, avec Lorenzo di Bonaventura et Erik Howsam et produit par Di Bonaventura Pictures. John Moore est désigné pour comme réalisateur et producteur exécutif, le scénario est confié à Knate Gwaltney.
Le 9 décembre 2011, IM Global acquiert les droits du film après que la Fox et Moore ont quitté le projet. William Brent Bell est alors désigné comme réalisateur et Matthew Peterman comme producteur.
Le 15 mai 2014, Halle Berry rejoint l'équipe dans le rôle du personnage principal. Le 6 septembre, Relativity Media acquiert les droits pour la distribution aux États-Unis. Le 20 octobre, Well Go USA Entertainment et Rumble Entertainment rejoignent le film à la finance et à la production. Gregory Chou de Rumble et Joey Tufaro de Gold Star Films produisent le film au côté de Bonaventura et Howsam. Le 27 octobre, l'équipe s'agrandit avec Sage Correa, Lew Temple, Chris McGinn, et avec Flavio Martínez Labiano en tant que directeur de la photographie.
Doté d'un budget de 21 millions de dollars, il est le film le plus cher réalisé par Luis Prieto, devant Pusher, remake britannique du polar culte danois, qui avait coûté 2,3 millions de livres (donc 2,7 millions de dollars environ).

## Bande originale
Sauf indication contraire, les informations mentionnées dans cette section peuvent être confirmées par le générique de fin de l'œuvre audiovisuelle présentée ici, ainsi que par la base de données cinématographiques IMDb,  présente dans la section « Liens externes ».
- Purple Butterflies.
- Come, Jambaboo With Me!.
- Gumbo Mambo.
- Relentless.

Musiques non mentionnées dans le générique
Par Federico Jusid (en) :
- Kidnapped, durée : 4 min 30 s.
- Lost Without Her, durée : 3 min 19 s.
- I'll Be Right Back to Get You, durée : 1 min 20 s.
- Back On Track, durée : 2 min 12 s.
- Amber Alert, durée : 1 min 39 s.
- As Long as My Son Is in That Car..., durée : 2 min 44 s.
- Never Let You Go, durée : 1 min 25 s.
- Smoke, durée : 1 min 40 s.
- There Was an Accident!, durée : 4 min 29 s.
- I Will Be Right Behind You!, durée : 4 min 24 s.
- Who's Dead?, durée : 2 min 25 s.
- The House, durée : 2 min 11 s.
- Final Duel, durée : 5 min 18 s.

## Accueil

### Accueil critique
Du côté de la critique, le thriller reçoit un accueil mitigé. Sur l'agrégateur américain Rotten Tomatoes, le film récolte 38 % d'opinions favorables pour 87 critiques. Sur Metacritic, il obtient une note moyenne de 44⁄100 pour 26 critiques.
La presse est elle aussi divisée. Bien que l'interprétation de l'actrice principale ne soit pas remise en cause – elle est même considérée comme l'atout du film de par une interprétation convaincante de mère prête à tout pour récupérer son enfant, il est reproché à cette production une intrigue cousue de fil blanc, dont le suspense et la diversité des scènes d'action manquent mais restent quand bien même efficaces sans être surprenants,,,.

### Box Office
source: Box office mojo.
| Pays           | Box-office   | Date d’arrêt du box-office | Nombre de semaines |
| -------------- | ------------ | -------------------------- | ------------------ |
| Etats-unis     | 30 514 668 $ | en cours                   | 4 (en cours)       |
| Internationale | 8 707 620 $  | en cours                   | 4 (en cours)       |
| Monde          | 39 222 288 $ | en cours                   | 4 (en cours)       |

## Distinctions

### Nominations
- NAACP Image Awards 2018 : Meilleure actrice pour Halle Berry[16]